# Milionia euchromozona
Milionia euchromozona là một loài bướm đêm trong họ Geometridae.